# Steißlingen
Steißlingen est une commune située dans la partie méridionale de l'Allemagne, sur les rives de la Bodensee ou « Lac de Constance ». Elle fait partie de l'arrondissement de Constance, dans le land de Bade-Wurtemberg. Lors du recensement de 2007, la commune comptait 4606 habitants.
Steißlingen est jumelée avec la ville française de Saint-Palais-sur-Mer.